# Перелік кавалерів Хреста Симона Петлюри (У)
Ця сторінка — інформаційний реєстр. Див. також основні статті: Хрест Симона Петлюри та Перелік кавалерів Хреста Симона Петлюри.
В алфавітному порядку представлені всі відомі кавалери Хреста Симона Петлюри, чиї прізвища починаються з літери «У». 
| № | Фото | Ім'я                          | Дата народження | Місце народження | Дата смерті    | Місце смерті       | Звання            | Підрозділ | № ордена |
| - | ---- | ----------------------------- | --------------- | ---------------- | -------------- | ------------------ | ----------------- | --------- | -------- |
| 1 |      | Удовиченко Микола Іванович    | 17 травня 1885  | Харків           | 20 липня 1935  | м. Омекур, Франція | Генерал-хорунжий  |           |          |
| 2 |      | Удовиченко Олександр Іванович | 20 лютого 1887  | Харків           | 19 квітня 1975 | Ментенон у Франції | Генерал-полковник |           |          |